# 奧里薩巴
奧里薩巴（西班牙語：Orizaba）是墨西哥的城市，由韋拉克魯斯州負責管轄，位於該國東南部，距離科爾多瓦20公里，面積27.97平方公里，海拔高度1,235米，每年平均降雨量約2,500毫米，總人口120,995人（2010年），人口密度4325人/平方公里。

## 名称
一般认为，奧里薩巴（西班牙語：Orizaba）这个名字来自于纳瓦特尔语名称[a:wilisa:pan] 的西班牙化发音，意思是“令人愉悦的水域”。然而，另一种可能性是因为第一批西班牙定居者（1521年）的家乡是安达卢西亚的赫雷斯（西班牙語：Jerez），赫雷斯在16世纪的西班牙语中的发音是，其简化形式“Ariz”，加上（在阿拉伯语的影响下）外邦语“i”和/或尾缀“aba”，意思是“防御工事”，会变成“Ariziba”或“Arizaba”，“Orizaba”由此派生出来的。（根据一些作者的说法，“Harish”这个词与塔尔特苏斯（Tartessus）的首都有关，可以指圣经中的塔尔施（Tarshish）。它的闪米特语意思可能是“贸易站”或“铸造厂”，因为塔尔特苏斯是主要的腓尼基人锡商业和青铜生产中心。）

## 外部連結
- Ayuntamiento Constitucional de Orizaba（页面存档备份，存于） Official website
- Orizaba Nahuatl（页面存档备份，存于）
- Pico de Orizaba on Bivouac（页面存档备份，存于）
- Orizaba Regional Portal（页面存档备份，存于） Culture, Tourism, Pictures, Maps & More.
- Museo de Arte del Estado de Veracruz Art Museum of the State of Veracruz (Only in Spanish)